# エドゥアルト・ゼーラー
エドゥアルト・ゲオルク・ゼーラー（Eduard Georg Seler、1849年12月5日 - 1922年11月23日）は、ドイツの人類学者、言語学者。19世紀を代表する先コロンブス期メソアメリカ研究者であり、絵文書の研究で特に知られる。

## 生涯
ゼーラーはプロイセン王国のクロッセン・アン・デア・オーデル（今のポーランド領クロスノ・オドジャンスキエ）に生まれた。ブレスラウ大学で数学と自然科学を学んだ。1870-1871年に普仏戦争に従軍した後、ベルリン大学で学業を続けた。家庭教師やギムナジウム教師の職についたが、病気のために1881年に退職した。
その後、言語学や考古学に興味を持ち、1884年にベルリンの民族学博物館の設立者のひとりとなり、そのアメリカ部門の助手、のちに長として働いた。マヤ語族の動詞活用体系の比較文法によって1887年にライプツィヒ大学の博士の学位を取得した。
1887年から1911年にかけて、アメリカ大陸を6回訪れた。夫人のツェツィーリエは写真家としてすべての旅行に参加した。
1894年には主にアレクサンダー・フォン・フンボルトによってベルリンにもたらされたメソアメリカの絵文書16種類を分析し、絵文書研究の基礎を築いた。
ゼーラーはアメリカ合衆国の収集家ジョゼフ・フロリモン・ルバの支持を受け、ルバの支援によって1895年にメキシコとグアテマラを探検した。1899年にはルバによってベルリン大学に教授の席が設けられ、ゼーラーが就任した。
ゼーラーは、絵文書のうちに宗教的な内容を表す一群（ボルジア・グループ）があることを発見し、ルバの出資によってその注釈を出版した。

## 問題点
ゼーラーは絵文書研究の第一人者だったが、当時の神智学に強く影響されていたため、しばしばオカルト天文学的な解釈を行った。1960年代にカール・アントン・ノヴォトニーによって解釈は正された。宗教と無関係なミシュテカのナットール絵文書の解釈をゼーラーは誤った。
1886年の論文以来、マヤ文字については基本的に絵文字・表意文字であり、表音的ではないと考えていた。表音説をとるサイラス・トーマスに対して、『Science』誌上でゼーラーは激しく攻撃し、トーマスは自説を取りさげた。

## 主な著書
- Das Konjugationssystem der Mayasprache. Berlin. (1887)（マヤ語活用体系、博士論文をもとにした著書）
- Die mexikanischen Bilderhandschriften Alexander von Humboldt's in der Königlichen Bibliothek zu Berlin. Berlin. (1893-1894)（ベルリン王立図書館蔵、アレクサンダー・フォン・フンボルトのメキシコ絵文書、2巻。1904年に英語版が出版された）
- Die Ausgrabungen am Orte des Haupttempels in Mexico. Wien. (1901)（メキシコのテンプロマヨール発掘）
- Die alten Ansiedlungen von Chaculá im Distrikt Nenton des Departements Huehuetenango der Republik Guatemala. Berlin. (1901)（グアテマラ、ウェウェテナンゴ県ネントンにあるチャクラの古集落）
- Gesammelte Abhandlungen zur amerikanischen Sprach- und Altertumskunde. Berlin. (1902-1923)（アメリカ言語学・考古学論集、5巻。ゼーラーの主要な論文はここに集められている）
- Einige Kapitel aus dem Geschichtswerk des Fray Bernardino de Sahagun. Stuttgart. (1927)（16世紀のフランシスコ会修道士ベルナルディーノ・デ・サアグンが収集したナワトル語テクストの訳注。没後に出版された）